# Mięsień krzyżowo-guziczny tylny

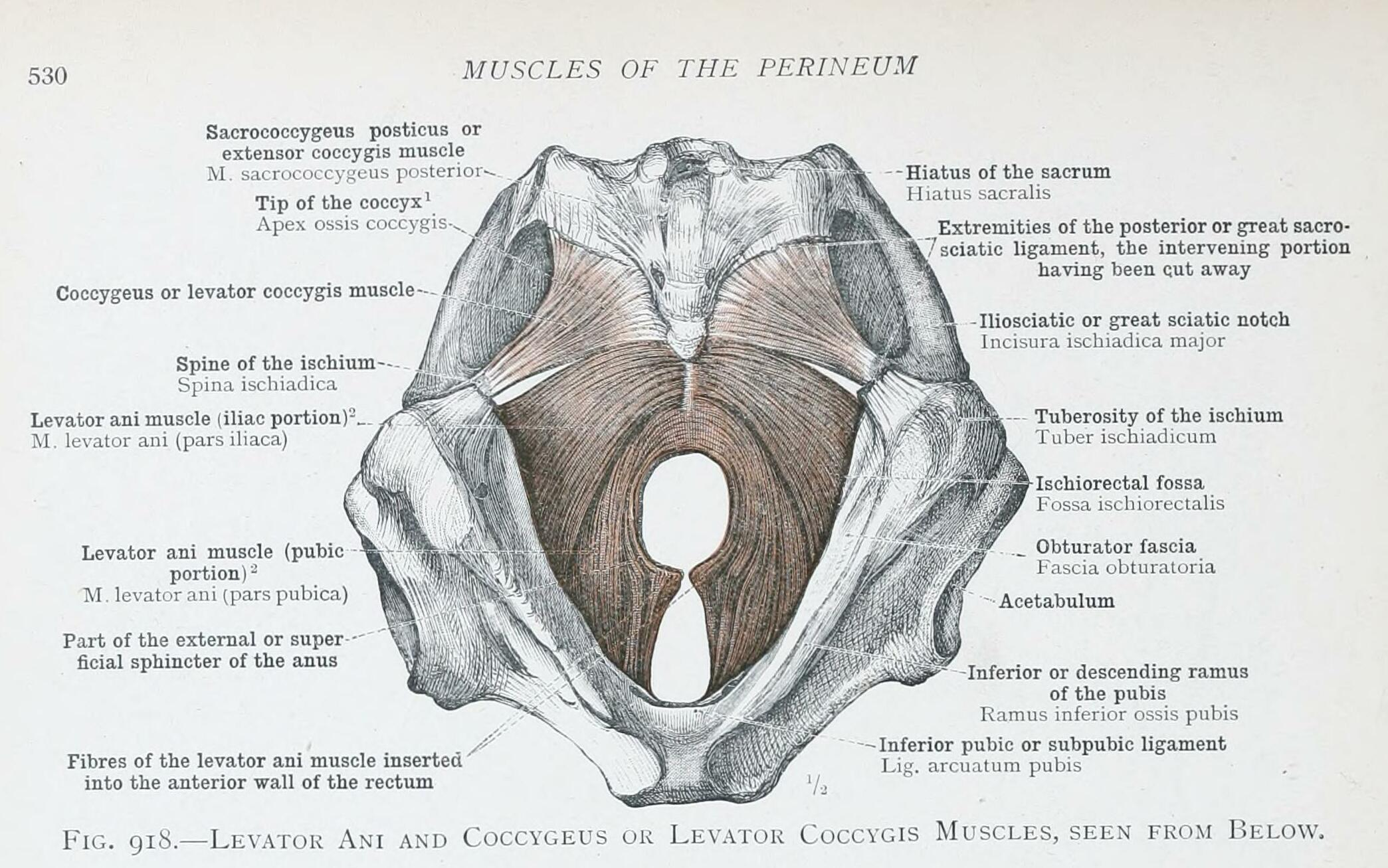
Mięsień krzyżowo-guziczny tylny podpisany M. sacrococcygeus posterior.

Mięsień krzyżowo-guziczny tylny (łac. musculus sacrococcygeus dorsalis) – w anatomii człowieka szczątkowy mięsień należący do grupy krótkich głębokich mięśni grzbietu. Położony jest między kością krzyżową a guziczną (w części przykryty więzadłem krzyżowo-guzowym) i stanowi odpowiednik mięśni międzykolcowych, których w tej części kręgosłupa u człowieka brak.